# Gottorp Sø
 Gottorp Sø (dansk) eller Burgsee (tysk) er en cirka 21,38 ha stor sø i det nordlige Tyskland, beliggende ved Gottorp Slot i Slesvig by. Slottet ligger på en 10,47 ha stor ø imellem søen og den 20 meter brede borggrav. Borgsøen var frem til 1582 en fjordarm af Slien, men hertug Adolf anlagde dette år en dæmning, som skilte sø fra fjord.